# Manyara
Manyara is een van de 31 administratieve regio's van Tanzania.
De regio heeft een oppervlakte van 44.522 vierkante kilometer en had in 2012 bijna 1,5 miljoen inwoners. De hoofdstad van de regio is Babati. De regio Manyara ontstond in mei 2002, toen hij werd afgesplitst van de regio Arusha.

## Grenzen
De regio Manyara ligt in het oosten van Tanzania maar heeft geen kustlijn. Hij grenst aan zeven andere regio's van het land:
- Arusha ten noorden.
- Kilimanjaro ten noordoosten.
- Tanga ten zuidoosten.
- Morogoro in het uiterste zuiden.
- Dodoma ten zuiden.
- Singida ten zuidwesten.
- Simiyu in het uiterste noordwesten.

## Districten
De regio is onderverdeeld in zes districten:
- Babati (stad)
- Landelijk Babati
- Hanang
- Kiteto
- Mbulu
- Simanjiro